# تيو كويك
تيو كويك (من مواليد 16 مارس 1987) عارضة أزياء إستونية. وقد ظهرت لأغلفة العديد من مجلات الأزياء البارزة مثل إل (مجلة) و مجبة ماري كلير وأغطية مجلة فوغ في أكثر من نسخة.

## الروابط الخارجية
- تيو كويك على موقع دليل عارضات الأزياء (الإنجليزية)

- Tiiu Kuik photos on Style.com
- تيو كويك على إنستغرام